# Mirosław Szymkowiak
Mirosław Szymkowiak, né le 12 novembre 1976, est un footballeur polonais. Il jouait au poste de défenseur avec l'équipe de Pologne et le club de Trabzonspor.

## Carrière

### En équipe nationale
Il a fait partie de l'équipe de Pologne des moins de 17 ans qui fut demi-finaliste du championnat du monde en 1993.
Il a honoré sa première sélection le 6 septembre 1997 à l'occasion d'un match contre l'équipe de Hongrie.
Szymkowiak participe à la coupe du monde 2006 avec l'équipe de Pologne.
En 2005, il rejoint le club de Trabzonspor. Très vite, il se fait remarquer par les médias grâce à ses qualités de passeur et de récupérateur. À la fois humble et l'une des pièces motrices de l'équipe, ce numéro 7 se fait très vite apprécier par les supporters de Trabzonspor, surtout chez les femmes. Le numéro 7 était à la mode chez les supportrices qui portait son maillot durant les matchs.
Pour des raisons de santé (blessures très fréquentes après sa trentaine), il décide en 2007 de prendre sa retraite en tant que footballeur. Actuellement, il travaille comme consultant chez Canal + Pologne.

## Palmarès
- 33 sélections en équipe nationale (3 buts)
- Champion de Pologne en 2001, 2003, 2004
- Vainqueur de la coupe de Pologne en 2002 et 2003